# Capella de Sant Prim (Olius)
La capella de Sant Prim és una església romànica del municipi d'Olius (Solsonès) protegida com a bé cultural d'interès local.

## Descripció
És una capella romànica d'una sola nau i absis rodó. Ha estat modificada amb posterioritat. La nau és petita i coberta per una volta d'arrencada gòtica i coronament arrodonit. La porta d'arc de mig punt adovellat es troba al mur sud. Posteriorment s'hi afegí un campanar d'espadanya. Entrant a la capella, a mà dreta i tocant a la porta hi ha una pica romànica de pedra picada. El parament està format per diferents mides i tallades en filades.

## Història
La capella es troba a prop de la masia de Torre de Flot i estava dedicada a Sant Prim i a Sant Felicià. S'hi celebra cada any la festa del sant.